# Рум’янцево (Дальнеконстантиновський район)
Рум’янцево (рос. Румянцево) — село в Дальнеконстантиновському районі Нижньогородської області Російської Федерації.
Населення становить 714 осіб. Входить до складу муніципального утворення Дубравська сільрада.

## Історія
Від 2009 року входить до складу муніципального утворення Дубравська сільрада.

## Населення
| 2002 | 2010 |
| ---- | ---- |
| 655  | ↗714 |